# Idaea longicauda
Idaea longicauda là một loài bướm đêm trong họ Geometridae.